# Marumba andamana
Marumba andamana är en fjärilsart som beskrevs av Moore 1877. Marumba andamana ingår i släktet Marumba och familjen svärmare. Inga underarter finns listade i Catalogue of Life.